# Anisopappus salviifolius
Anisopappus salviifolius là một loài thực vật có hoa trong họ Cúc. Loài này được (DC.) Wild mô tả khoa học đầu tiên năm 1964.